# پلی‌ساکارید کی
پلی‌ساکارید کی یا کرستین یا به اختصار پی‌اِس‌کِی (انگلیسی: Polysaccharide-K or Krestin, PSK) پلی‌ساکارید متصل به پروتئین است که از قارچ دم بوقلمون گرفته شده‌است.

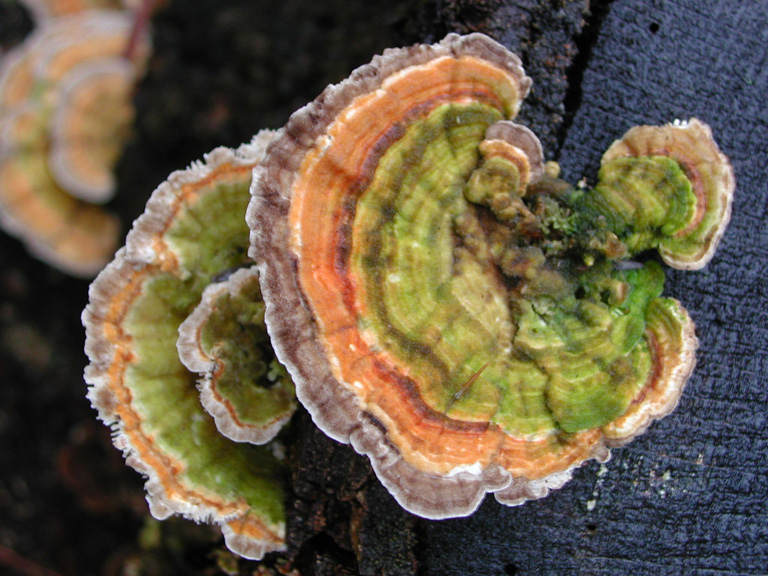
قارچ دم بوقلمون که پلی‌ساکارید پی‌اس‌کی از آن جدا شده‌است.

## پژوهش‌ها
پلی‌ساکارید کرستین، در بیماران سرطان روده بزرگ، سرطان معده، سرطان پستان، سرطان ریه مورد بررسی قرار گرفته‌است. سازمان غذا و داروی ایالت متحده پی‌اس‌کی را برای درمان سرطان یا سایر مصارف پزشکی تأیید نکرده‌است. این پلی‌ساکارید به عنوان یک پژوهش درمان انواع مختلفی از سرطان‌ها در کشور ژاپن بوده‌است، به همین دلیل داده‌های کافی، برای نشان دادن اثربخشی آن وجود ندارد.

## بیوشیمی
پلی‌ساکارید کی پروتئینی متشکل شده از یک زنجیرهٔ اصلی بتاگلوکان با زنجیره‌های جانبی است.